# Congo Airways
« Le plaisir de voyager... »

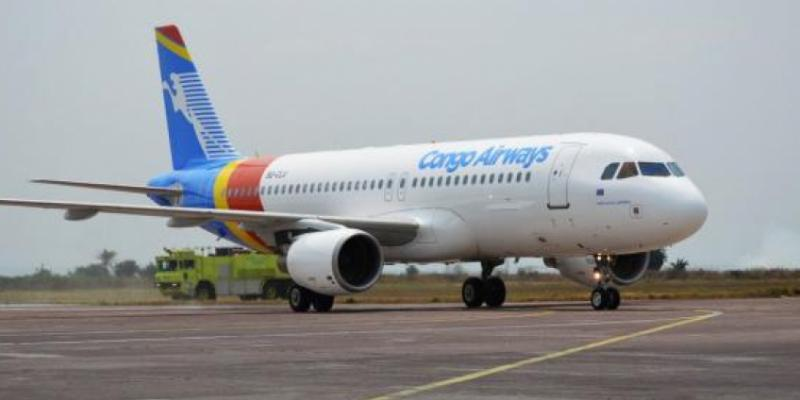
Aéroport de Ndjili.

Congo Airways est la compagnie aérienne nationale de la République démocratique du Congo. Elle figure sur la liste des transporteurs aériens interdits dans l'Union européenne. La compagnie a suspendu ses opérations le 11 septembre 2023, car les 4 appareils de la flotte nécessitaient des réparations. Les vols ont repris en novembre 2023, grâce à la location de deux Boeing 737-800.

## Histoire
Créée le 15 août 2014 mais ayant effectué son premier vol le 20 octobre 2015, la compagnie nationale Congo Airways nait de la volonté du Chef de l’État, mise en œuvre par le Gouvernement, de promouvoir la sécurité et la démocratisation du transport aérien au Congo afin de favoriser l’intégration socio-économique du pays à travers d'importants mouvements de personnes et des biens. Société anonyme avec Conseil d’administration conformément au droit OHADA, elle a comme actionnaires le Gouvernement, l’Office de la gestion de fret multimodal (OGEFREM), Caisse national de sécurité sociale (CNSS), la Générale des Carrières et des Mines (Gécamines), la Société Congolaise des Transports et des Ports (SCTP), le Fonds de Promotion de l’Industrie (FPI) et la Régie des voies aériennes (RVA).
Dans la perspective de se positionner dans le secteur aérien congolais comme leader, Congo Airways bénéficie pour son lancement de l’expertise internationale la plus diversifiée en matière d’exploitation aérienne.
La Compagnie Congo Airways, basée à Kinshasa à l’aéroport international de Ndjili, opère à ses débuts sur le réseau domestique, desservant sept destinations avant d’étendre sa couverture à quinze autres destinations, tout en visant à terme le réseau international.
L'assistance technique au lancement est confiée à Air France Consulting. La maintenance est en majeure partie sous traitée à Air France Industrie. La nouvelle compagnie dispose d'un capital de 65 millions de dollars pour assurer son lancement.
Le 30 juillet 2015, la compagnie réceptionne son premier Airbus A320, baptisé le Patrice-Emery Lumumba. Congo Airways a acheté 2 Airbus A320 d'occasion (MSN 3362 & MSN 3412) auprès de la compagnie aérienne italienne Alitalia pour environ 50 millions de dollars.
Prévu pour être livré le 20 août 2015, le deuxième A320 se retrouve bloqué à Dublin pour des raisons géopolitiques, ce qui retarde le vol inaugural de la compagnie aérienne. L'entreprise minière américaine Miminco LLC exige de l'État congolais le remboursement d'une dette de 12 millions de dollars que la République démocratique du Congo avait accepté de payer en 2007 sans l'avoir honorée depuis. Miminco LLC saisit la justice irlandaise qui ordonne le blocage de l'avion d'une valeur de 25 millions de dollars acheté par l'État congolais. L'appareil est finalement libéré le 23 septembre 2015 après que le dossier a été étudié par un juge de la haute cour irlandaise qui a débouté la compagnie Miminco LLC au motif que la dette a été contractée par l’état congolais, et non par Congo Airways qui a un statut juridique qui lui est propre, avec différents actionnaires.
En octobre 2022, le directeur financier de Congo Airways est incarcéré. Il est accusé de détournements de fonds publics à la suite d'une enquête de l’IGF, l’Inspection générale des finances. Quant au directeur général intérimaire, Pascal Kasongo Mwema, il parvient à s'enfuir mais fait l'objet d'un mandat d'arrêt.
Le 2 mars 2023, l'homme d'affaires égyptien Khaled Sadek signe, par le biais de son groupe A&M Development Group, un accord avec Kinshasa et la compagnie Congo Airways. L'objectif de cet accord est d'injecter 1,3 milliard de dollars dans la compagnie aérienne qui était au bord de la faillite.
Deux mois plus tard, des doutes persistent quant à la proposition de Khaled Sadek alors que se rapproche la date butoir de la vente, fixée à fin août 2023.
La compagnie a cessé temporairement ses opérations depuis le 11 septembre 2023, en raison de problèmes financiers. Le 20 novembre 2023, elle annonce avoir pris en location deux Boeing 737-800 pour reprendre ses opérations.
Le 4 octobre 2024, le directeur général et la directrice générale adjointe de Congo Airways, sont suspendus par le gouvernement congolais. Les deux sont accusés de mauvaise gestion financière et de non-respect des résolutions du conseil d’administration.

## Flotte de la compagnie

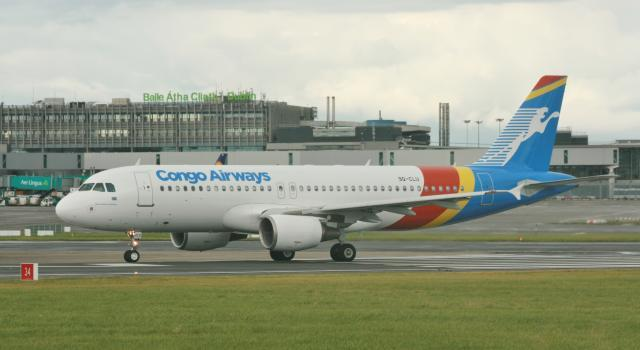
Airbus A320

La compagnie a suspendu ses opérations le 11 novembre 2023, car les 4 appareils de la flotte nécessitaient des réparations, ce que la compagnie n'est pas en mesure de faire en raison de problèmes financiers. Depuis novembre 2023, la flotte est composée de 2 Boeing 737-800 loués.

## Actionnariat
| Gouvernement de la RDC                   | 39,9% |
| Caisse nationale de sécurité sociale     | 30,7% |
| Société congolaise de transport et ports | 8,52% |
| Fonds de promotion de l'industrie        | 8,52% |
| Régie des voies aériennes                | 5,54% |
| Office de Gestion de Fret Maritime       | 3,41% |
| Générale des carrières et des mines      | 1,70% |
| Employés de Congo Airways                | 1,70% |

## Destinations desservies (réelles ou projetées)

### National
- Bunia
- Gemena
- Goma
- Kananga
- Kalemie
- Kindu
- Kisangani
- Lubumbashi
- Mbandaka
- Mbuji Mayi
- Isiro
- Moanda
- Bukavu

### International

#### Afrique
- Johannesburg
- Douala (2021)[17]
- Luanda (2021)[17]
- Bujumbura (2021)[17]
- Abidjan (2021)[17]
- Dar es Salaam (2022)
- Nairobi (2022)
- Libreville (2023)
- Lagos (2023)
- Lomé (2024)
- Dakar (2025)
- Khartoum (2025)
- Le Caire (2025)
- Tunis (2030)
- Casablanca (2030)

#### Europe
- Paris (2030)
- Bruxelles (2022)
- Athènes (2023)
- Londres (2023)
- Madrid (2024)
- Rome (2024)
- Londres (2025)

#### Asie
- Dubai (2022)
- Mumbai (2022)
- Guangzhou (2022)
- New Delhi (2025)
- Ankara (2025)
- Beyrouth (2030)
- Tel Aviv (2030)

#### Océanie
- Melbourne (2027)

#### Amérique du Sud
- Rio de Janeiro (2027)
- Buenos Aires (2027)
- Bogota (2027)
- Cancún (2030)
- Mexico (2030)
- Sao Paulo (2026)

#### Amérique du Nord
- New York (2025)
- Washington (2025)
- Miami (2025)
- La Nouvelle-Orléans (2027)
- Houston (2027)
- Indianapolis (2029)
- Chicago (2029)
- Dallas (2030)
- Phœnix (2030)
- Los Angeles (2030)
- Las Vegas (2030)